# Хіба Абук
Хіба Абукріс Бенсліман, професійно відома як Хіба Абук (30 жовтня 1986 , Мадрид ) — іспанська акторка, відома роботою в телесеріалах, особливо роллю Фатіми в El Príncipe.

## Життєпис
Народилася 1986 року в Мадриді, в родині тунісців, наймолодшою з чотирьох братів та сестер. Її батько мав лівійське походження та ромського прадіда. Раніше її батьки оселилися в Іспанії після еміграції з Тунісу. 
Хіба з дитинства захоплюється фламенко. Вона навчалася у французькому ліцеї в Мадриді до 18 років. Пізніше вивчала арабську філологію і здобула науковий ступінь ліценціата з драми у Вищій королівській школі драматичного мистецтва (RESAD) .
Після появи в епізоді телесеріалу El síndrome de Ulíses у 2008 році в ролі Хіби Гадукіс, її акторська кар'єра почалася в 2010 році в комедійному серіалі La isla de los nominados, який транслював іспанський телеканал Cuatro. У 2011 році за нею послідувала епізодична роль в іспанській адаптації Cheers і роль Гваделупе в El corazón del océano, яка, однак, не вийшла в ефір до 2014 року. В 2012 році вона увійшла до постійного складу комедійного серіалу Antena 3 Con el culo al aire, в якому брала участь у перших двох сезонах. У лютому 2014 року Хіба Абук дебютувала в кримінальному драматичному серіалі El Príncipe, який транслювали на Telecinco, який зазвичай дивиться понад п'ятимільйонна аудиторія і в якому вона зіграла свою першу головну роль.

## Особисте життя
Хіба Абук була одружена з марокканським футболістом Ашрафом Хакімі. У шлюбі народила двох синів. У березні 2023 року Абук оголосила про розлучення.

## Фільмографія

### Фільми
| Рік      | Назва                 | Роль   | Режисер                    | Примітки         |
| -------- | --------------------- | ------ | -------------------------- | ---------------- |
| 2012 рік | Pegada a tu almohada  | Маріса | Марі Наварро               |                  |
| 2014 рік | Historias de Lavapiés | Рачіда | Рамон Луке                 |                  |
| 2014 рік | Терре брюле           | Хіба   |                            | короткометражний |
| 2017 рік | Proyecto tiempo       | Альба  | Ізабель Койше              |                  |
| 2019 рік | Малек                 | Shoreh |                            |                  |
| 2020 рік | Caribe: todo incluído | Алісія | Мігель Гарсіа де ла Калера |                  |
| 2021 рік | Manos libres          | Лаура  |                            | короткометражний |

### Телебачення
| Рік            | Назва                    | Роль                   | Примітки  |
| -------------- | ------------------------ | ---------------------- | --------- |
| 2008 рік       | Синдром Уліса            | Хіба                   | 1 епізод  |
| 2010 рік       | La isla de los nominados | Єва Лис                | 11 серій  |
| 2011 рік       | Ура                      | Ágata                  | 1 епізод  |
| 2012–2013 роки | Con el culo al aire      | Кандела Прієто Соріано | 26 серій  |
| 2014 рік       | El corazón del océano    | Гваделупе              | 6 серій   |
| 2014–2016 роки | El Príncipe              | Фатіма Бен Барек       | 31 епізод |
| 2021 рік       | Madres. Amor y vida      | Ракель Гутьєррес       | 8 серій   |
| 2021 рік       | J'ai tué mon mari        | Laure                  | 6 серій   |

## Нагороди
- 2014 — Cosmopolitan Beauty Awards, ікона жіночої краси.